# Louis Audiat
Louis Audiat, né Louis Noyer le 3 avril 1832 à Moulins, mort le 5 janvier 1903 à Saintes, est un bibliothécaire et historien français.

## Biographie
D’une famille très humble, né d'une mère célibataire Marie Noyer, son père adoptif, Jean Audiat, simple batelier de l’Allier, est mort de bonne heure, laissant pour tout héritage à sa veuve six enfants. Réussissant à grand peine à nourrir ses enfants, celle-ci le confia aux Frères de la paroisse Saint-Nicolas de Moulins, qui lui ont appris à lire et à écrire. Entré comme enfant de chœur à l’église des Jacobins, chargé spécialement de servir la messe à l’abbé Merle, diacre du chapitre de la cathédrale de Moulins, celui-ci pria l’un des vicaires, l’abbé Gaume, de lui apprendre le latin. En 1845, il entra au petit séminaire d’Iseure, où il fut aussitôt à la tête de sa classe et jusqu’en troisième. Son protecteur de Moulins, le vieil abbé Merle étant venu à mourir, il ne put tenir sa pension et subvenir aux autres frais et dut entrer comme externe au collège de Moulins, donnant des leçons de français à de jeunes garçons pour payer son externat. Il eut, en première et en terminale, le prix d’honneur. » Dès la fin de la terminale, il fut bachelier, et l’inspecteur d’académie Bedel, qui avait apprécié ses ressources, l’occupa aussitôt, soit dans les bureaux de l’académie, soit comme maitre auxiliaire au lycée.
Presque encore adolescent, produisait déjà madrigaux et autres pièces sentimentales, qui ont attiré quelques ennuis. Ainsi, un matin, au petit jour, sur les allées Bercy, à Moulins, il se battit en duel, au pistolet, avec un sous-officier, pour une simple question de préséance ; la balle lui déchira l’oreille et il en porta toute sa vie la cicatrice. En 1848, à seize ans, il fut emprisonné pour avoir crié, au moment inopportun : « Vive la République ! »
Artiste et poète avant tout, il s’est fait comme tel une certaine notoriété. Deux volumes : « Poésies » et « Poésies Nouvelles », ont paru à Moulins en 1852-1854. Également chercheur et historien, il a pris part à un concours littéraire ouvert par une société locale pour l’éloge d’un naturaliste voyageur aux terres australes, François Péron, de Cérilly, et découvrit une correspondance inédite, qui ne fut pas couronnée, mais qu’il a publiée chez Enaut, à Moulins, en 1853.
Ayant demandé un poste de professeur, on le nomma, en 1854, professeur de cinquième au collège de La Rochefoucauld. Après un court passage au collège de Chinon, une décision ministérielle l’envoya, en 1858, au collège de Saintes pour y professer la troisième, puis, reçu licencié ès-lettres à la Faculté de Poitiers, en 1861, il fut nommé professeur de première, le 15 juin 1863. La ville de Saintes, avec ses vieux monuments, sa bibliothèque, ses archives, allait offrir à son activité un tel champ d’opérations qui devait stimuler ses travaux historiques, archéologiques et bibliographiques. 
Installé rue Saint-Michel, presque à côté de la maison qu’habita La Chalotais, il s’est donné à l’histoire de sa province d’adoption qui est devenue la grande et unique tâche de sa vie, publiant dans les journaux du département, dans la Saintonge, l’Indépendant de la Charente-Inférieure, plus tard dans le Bulletin religieux du diocèse, la Revue d’Aunis et Saintonge, le Courrier des Deux-Charentes ou l’Impartial de la Charente-Inférieure, prodiguant, de 1859 à 1870, les poésies, les essais de littérature et d’histoire générale, les comptes rendus bibliographiques, aussi dans les revues parisiennes, comme la Revue du mouvement catholique, dans la Revue de Paris, dans la Revue des questions historiques, où il a publié des articles d’une variété inépuisable sur l 'Architecture du moyen âge, les Conférences publiques d’autrefois, etc. Il a envoyé des articles à la Revue catholique de Bordeaux, à la Quinzaine bourbonnaise, à la Revue de Gascogne où a été remarqué son travail sur Raymond de Montaigne, à la Revue de Bretagne, à la Revue du monde catholique, à la Revue de l’Ouest enfin où a paru, à la veille de sa mort (numéro de janvier 1903), le dernier article signé de lui.
En même temps, Les revues parisiennes faisaient large accueil à ses poésies, et, après sa parution, en 1863, dans la Revue du mouvement catholique, le curieux sonnet, redoublé sur deux rimes, Démolissons ! a été reproduit dans plusieurs anthologies. La bibliothèque de Saintes, alors riche d’incunables, de livres rares et de manuscrits inédits, mettait en fièvre sa curiosité de chercheur et d’évocateur du passé. Y ayant découvert des figures dont le souvenir même avait disparu, il a voulu les remettre en honneur en commençant une série appelée : Les oubliés. Le premier fut André Mage de Fiefmelin, poète saintongeais du XVIe siècle, auquel il a consacré une brochure bien documentée et vivement écrite en 1864. Le second a été consacré au célèbre Bernard Palissy. Ayant entrepris d’élever une statue à ce génial céramiste, il réussit à faire adopter cette idée au conseil municipal de la ville de Saintes auquel il l’avait soumise. Il réunit les fonds nécessaires à l’érection de sa statue avec une campagne de conférences et une souscription de plus de 25 000 francs, pour laquelle il a sollicité la souscription à la fois de Napoléon III et du comte de Chambord. Lors de l’inauguration, le 20 aout 1868, sur la place Bassompierre, de la statue en marbre due au sculpteur Ferdinand Taluet, il a prononcé un discours où il a fait l’historique de l’œuvre et raconté les épisodes saillants de la vie de Palissy. Quelques jours auparavant il avait présenté à l’Académie française, qui l’a couronné, un ouvrage où il avait repris et complété sa première biographie de Palissy parue en 1864.
Audiat prenait également part, chaque année, au Congrès des sociétés savantes de la Sorbonne. Il prenait grande part aux travaux de la Commission des arts et monuments historiques de la Charente-Inférieure, dont il était membre. Cette société savante a eu la primeur de plusieurs monographies, telles que l’opuscule sur la Fronde en Saintonge. Sa collaboration aux sociétés existantes ne lui suffisant pas, il a voulu en fonder une nouvelle en créant, en 1867, la société des Arts, sciences et belles lettres de Saintes, dont Jules Dufaure a été le président et lui-même le vice-président. 
Nommé, par arrêté du 1er aout 1866, bibliothécaire-adjoint de la ville de Saintes. Dix mois plus tard, le titulaire ayant démissionné de lui-même, il a été nommé, bibliothécaire le 31 décembre 1866, il a également reçu le titre d’archiviste en 1869. En même temps qu’il s’efforçait d’enrichir sa bibliothèque, il s’est mis à chercher dans les familles les vieux manuscrits qu’il déchiffrait comme un paléographe de profession, l’a amené à fonder, en 1867, une Société des arts, sciences et belles-lettres, qui n’a pas survécu et, en 1874, la Société des archives historiques de la Saintonge et de l'Aunis. En 1878, il y a ajouté la Revue de Saintonge et d’Aunis.
Pour ressusciter la Saintonge du passé, il s’est mis à courir le pays, un bâton à la main. Accompagné d’un ou deux amis, il allait visitant, pierre par pierre, églises, châteaux, ruines de monastères, tombeaux, maisons particulières et édifices publics, relevant toutes les inscriptions quelles qu’en fussent la langue et l’orthographe, celle de la cloche et celle du colombier, celle du médecin et celle de l’apothicaire, celle du puits ou celle du moulin, l’épitaphe et l’épigramme, le jeu des mots et l’invocation pieuse, les citations d’auteurs païens et les versets de l’écriture sainte. 
Hostile à l’Empire, il récitait les Châtiments dans les salons, et lisait la Lanterne d’Henri Rochefort, alors sévèrement interdite, mais que lui passait en cachette… le sous-préfet. Néanmoins, lors de la chute de l’Empire, il a tenté d’empêcher la destruction des portraits de la famille impériale déchue. Dans la nuit du 11 au 12 novembre 1871, le feu ayant pris dans les bureaux de la mairie et la bibliothèque, il a pris une échelle et, par une fenêtre traversée en s’écorchant les mains et le visage, il a pénétré dans la grande salle et jeté dehors les livres qui lui tombaient sous la main, enrôlant le soldat qui avait ordre de l’emmener, lui ordonnant de le suivre et de jeter par la fenêtre les livres qu’il lui passait pour ne repasser, l’un et l’autre, sur l’échelle qu’au moment où la toiture s’effondrait. Il a reçu une lettre de félicitations ministérielle arrivée… deux ans après pour toute récompense de son dévouement.
Le lendemain même de l’incendie, il envoya au maire, le comte Lemercier, sa démission de bibliothécaire et d’archiviste. Ce dernier lui demanda de rester au contraire et d’aider la municipalité à reconstituer la bibliothèque de Saintes, lourde tâche qu’Audiat accepta. Pour la deuxième fois, il déploya une intense activité pour émouvoir l’opinion publique et à l’intéresser à une œuvre locale par des lettres, des circulaires, des articles, implorant la générosité publique, harcelant les ministères, les académies, les sociétés savantes, les bibliophiles et les bibliothèques, les libraires, jusqu’en Italie, en Angleterre, au Canada. Les souscriptions, les dons réunirent en un an, 15 000 volumes la bibliothèque qui grossit jusqu’au chiffre de 35 000 volumes.
L’université l’a fait officier d’académie, l’Académie française l’a couronné comme poète, il a remporté des médailles d’or aux concours des sociétés de sa province natale, il a reçu le myosotis aux jeux floraux de Toulouse. Un journal satirique du centre, le Belphégor, a publié vers cette époque son portrait-caricature. La Société d’archéologie lui a décerné une médaille de vermeil pour ses nombreux travaux archéologiques en 1894. sur la Saintonge et son zèle pour la conservation des antiquités de la vile de Saintes. Cependant, en 1874, l’année même où il venait de fonder la Société archéologique et historique de la Saintonge et de l’Aunis, sa proximité avec les ecclésiastiques et l’aristocratie locale a fait oublier les services qu’il avait rendus, le tour de force de la reconstitution de la bibliothèque, une carrière universitaire sacrifiée à la ville de Saintes et à la Saintonge. Bien que le président d’honneur de la Société archéologique et historique de la Saintonge ait été Jules Dufaure, ministre de la République, celle-ci comprenait parmi ses membres des royalistes, des bonapartistes. Le conseil municipal ayant décidé de supprimer le double traitement qu’il touchait comme bibliothécaire (1000 fr.) et comme archiviste (600 fr.), le comte Lemercier menaça de donner sa démission et son traitement du bibliothécaire fut rétabli, mais pas celui d’archiviste. Vers 1881 ou 1882, le conseil municipal et l’Université ont tenté de l’éloigner, coûte que coûte, du collège et de la bibliothèque, mais il tint bon et continua de publia plus que jamais, s’absorbant dans la plus considérable de toutes ses œuvres : la société des Archives.
De son mariage, contracté le 24 mai 1858, avec Marguerite-Clémence Fleurat, il a eu sept enfants. En 1878, il a présenté au baccalauréat ès lettres sa fille ainée et deux de ses fils, devant la faculté de Poitiers, tenant session à Limoges. Les bachelières étaient, à cette époque, fort rares, et sa fille fut première à la composition de discours latin, l’un de ses frères la suivant immédiatement. L’année suivante, cet exploit a été renouvelé au baccalauréat de philosophie.

## Publications
- À Marie. Pour les pauvres, poésies, Moulins, P.-A. Desrosiers et fils, 1855, 12 p.
- À M. le vicomte Anatole Lemercier… La Paix, Saintes, Z. Lacroix, 1859, in-8°.
- Bernard Palissy, étude sur sa vie et ses travaux, Paris, Didier, 1868, VII-480-32 p.
- Catalogue de la Bibliothèque de la Ville de Saintes, Saintes, 1885 1 vol., 703 p.Le « Premier supplément » a paru à la suite du Catalogue publié en 1885 (p. 678-703).
- Les Cavaliers au portail des églises, Angers, P. Lachèse, Belleuvre et Dolbeau, 1872, 27 p.Extrait du « Congrès archéologique de France ». xxxviiie session.
- Crazannes, souvenir du 19 mai 1874, Saint-Jean-d’Angély, Lemarié, 1875, 4 p.Consécration de l’église.
- Deux victimes des septembriseurs. Pierre-Louis de La Rochefoucauld, dernier évêque de Saintes, et son frère, évêque de Beauvais, Lille, Desclée De Brouwer, 1897, 451 p. Prix Marcelin Guérin de l’Académie française en 1898
- Entrées royales à Saintes, Paris, J.-B. Dumoulin, 1875, 1 vol., 66 p.
- Épigraphie Santone et Aunisienne, Saintes, P. Orliaguet, 1870 viii-340 p.
- Essai sur l’imprimerie en Saintonge et en Aunis, Pons, N. Texier, 1879 1 vol., 208 p.
- F. Péron (de Cérilly), sa vie, ses voyages et ses ouvrages Moulins, Énaut, 1855, 1 vol.
- Musée de la ville de Saintes. Catalogue. Antiquités gallo-romaines, Saintes, Z. Mortreuil, 1888 in-8°.
- Les oubliés II. Bernard Palissy, Saintes, Fontanier, 1864, 1 vol.
- Réponse à M. Athanase Coquerel fils, Paris, C. Douniol, 1869, 48 p.
- Poésies nouvelles, Moulins, Énaut, 1857, in-8°.
- Un poète abbé Jacques Delille, 1738-1813, Paris, Arthur Savaète, 1905, 55 p.
- Saint Eutrope, premier évêque de Saintes, dans l’histoire, la légende, l’archéologie, 1 vol., Paris, Picard ; Saintes, Mme Z. Mortreuil, 1887 244 p.
- André Mage de Fiefmelin, Paris, A. Aubry, 1864, 23 cm, 66 p.
- Abbaye Notre-Dame de Saintes, histoire (par J.-M. Boudet) et documents publiés par M. Louis Audiat, in-8°, 100 p.Extrait des Archives historiques de la Saintonge et de l’Aunis, Paris, Picard, 1884.
- E. Allain. Au Pavillon Peiresc. - L. Audiat. Sous le Châtaignier, Paris, A. Bellier, 1893, 6 p.Extrait de la Revue catholique de Bordeaux.
- Biographies révolutionnaires. Caroline de Fontanges, Moulins, Crépin-Leblond, 1894.Extrait de La Terreur en Bourbonnais.
- Le Capitole de Saintes, Paris, J. Baur, 1881, in-8°.Extrait du Bulletin de la Société des Archives historiques de la Saintonge et de l’Aunis.
- Les Célébrités inconnues. Un petit-neveu de Michel de Montaigne, Raymond de Montaigne, lieutenant général à Saintes, évêque de Bayonne, etc., Vannes, Lafolye, 1900, in-8°, 75 p.Extrait de la « Revue historique de l’Ouest », 1900.
- Un curé de Jarnac thaumaturge au XVIIIe siècle, note et documents, Paris, Picard, 1891, in-8°.L’abbé Philippe Poujaud. - Publication de la Société des archives historiques de la Saintonge et de l’Aunis. Extrait des Archives historiques. t. xix.
- Débris, sonnets, Moulins, Crépin-Leblond, 1895, in-8°.
- Denys Joly d’Aussy, notice, Saintes, Mme Z. Mortreuil, 1895.Publication de la Société des archives historiques de la Saintonge et de l’Aunis. - Extrait de la « Revue de Saintonge et d’Aunis ». Juillet 1895.
- Deux Notes d’archéologie. Les statues équestres au portail des églises. Les Saintongeais ont-ils déplacé la Charente et l’arc de triomphe ?, Paris, A. Picard, 1885, in-8°.Extrait du t. v du Bulletin de la Société des Archives historiques de la Saintonge et de l’Aunis.
- Discours prononcé, le 11 août 1863, à la distribution des prix du collège de Saintes, Saintes, Z. Lacroix, 1863, in-8°.
- Documents pour l’histoire des diocèses de Saintes et de La Rochelle, Pons, N. Texier, 1882, in-8°.Extrait du T. X des Archives historiques de la Saintonge et de l’Aunis.
- Une Élection au XVe siècle, Paris, Impr. impériale, 1868, in-8°.Extrait des « Mémoires lus à la Sorbonne ». 1867. « Histoire, philologie et sciences morales ».
- Les Entrées épiscopales à Saintes, Paris, Impr. impériale, 1869, in-8°.Extrait des « Mémoires lus à la Sorbonne, 1867. Histoire, philologie et sciences morales ».
- Épigraphie Santone et Aunisienne, Paris, J.-B. Dumoulin, 1870, in-8°.
- Les États provinciaux de Saintonge, étude et documents inédits, Niort, L. Clouzot, 1870, in-8°.Extrait des « Annales de la Société des arts, sciences et belles-lettres de Saintes ».
- Un Faux en gentilhommerie. Le dernier marquis de Montandre, Paris, aux bureaux de la revue, 1895.Extrait de la « Revue des questions historiques ». Juillet 1895.
- Un fils d’Estienne Pasquier. Nicolas Pasquier, lieutenant-général et maître des requêtes. Étude sur sa vie et sur ses écrits, Paris, Didier, 1876, in-8°.
- Fouilles dans les remparts gallo-romains de Saintes, Paris, A. Picard, 1887, in-8°.Publication de la Société des archives historiques de la Saintonge et de l’Aunis. - Extrait du « Bulletin de la Société », t. vii.
- La Fronde en Saintonge, épisode, La Rochelle, A. Siret, 1866, in-8°.
- Henri Des Salles, notice biographique, Saintes, typ. de P. Orliaguet, 1870, 23 p.La p. de titre porte en plus, Extrait des « Annales de la Société des Arts, sciences et belles-lettres de Saintes ». À la fin, « 10 Juillet 1867 ».
- Une Histoire de la Petite église, Vannes, Lafolye, 1895.Extrait de la « Revue du Bas-Poitou », 1895.
- Inauguration de la statue de Bernard Palissy, Saintes, P. Orliaguet, 1868, in-8°.
- Inauguration du monument de saint Louis à Taillebourg, 24 juillet 1892, La Rochelle, N. Texier, 1892, in-8°.Extrait de la « Revue de Saintonge, bulletin de la Société des archives historiques de Saintonge et d’Aunis ». Septembre 1892.
- L’Instruction primaire (laïque, gratuite, obligatoire) en Saintonge-Aunis avant 1789, Paris, A. Picard, 1896, in-8°.Publication de la Société des Archives historiques de la Saintonge et de l’Aunis. - Extrait des « Archives historiques de la Saintonge et de l’Aunis », t. xxv.
- Le Marquis Élie de Dampierre, 1813-1896, La Rochelle, N. Texier, [s. d.]Extrait de la « Revue de Saintonge et d’Aunis ». : 1er mars 1896.
- Notice biographique et littéraire. Réginald Heber, poète anglais, évêque de Calcutta, Saintes, Z. Lacroix, 1859, in-8°.
- Les oubliés I. André Mage de Fiefmelin, poète du XVIe siècle, Paris, A. Aubry, 1864, 1 vol.